# 남자이야기 (영화)
《남자이야기》는 1998년 상반기에 개봉한 대한민국의 영화이다.

## 캐스팅
- 최민수 : 봉만 역
- 박상민 : 도끼 역
- 이태란 : 희경 역
- 신현준 : 철용 역
- 석건표 : 봉구 역
- 함석훈 : 거북이 역
- 배중식 : 삼식 역
- 이정학 : 지배인 역
- 주효만 : 소아과 의사 역
- 박예숙 : 막바리 아줌마 역
- 한성식 : 취객 역
- 박호산 : 웨이터 역
- 박성웅 : 21세기파 역
- 명계남 : 옹의사 역 (특별출연)
- 독고영재 : 르네파 두목 역 (특별출연)
- 박광정 : 비뇨기과 의사 역 (특별출연)
- 김학철 : 영구 역 (특별출연)